# BanLec
Se conoce con el nombre de BanLec o lectina de los plátanos, a una molécula proteica de la familia de las lectinas que se encuentra de forma natural en los plátanos. El nombre de la sustancia procede del inglés, tomado de las iniciales de banana lectin.

## Propiedades
Según algunos estudios realizados por Michael D. Swanson en la Universidad de Míchigan y publicados en el Journal of Biological Chemistry, el BenLec podría dificultar la infección por el virus de la inmunodeficiencia humana, agente causante del SIDA, por unirse a la glucoproteina del virus gp120, bloqueando de esta forma su entrada en el interior de las células.